# Época de Rivadavia

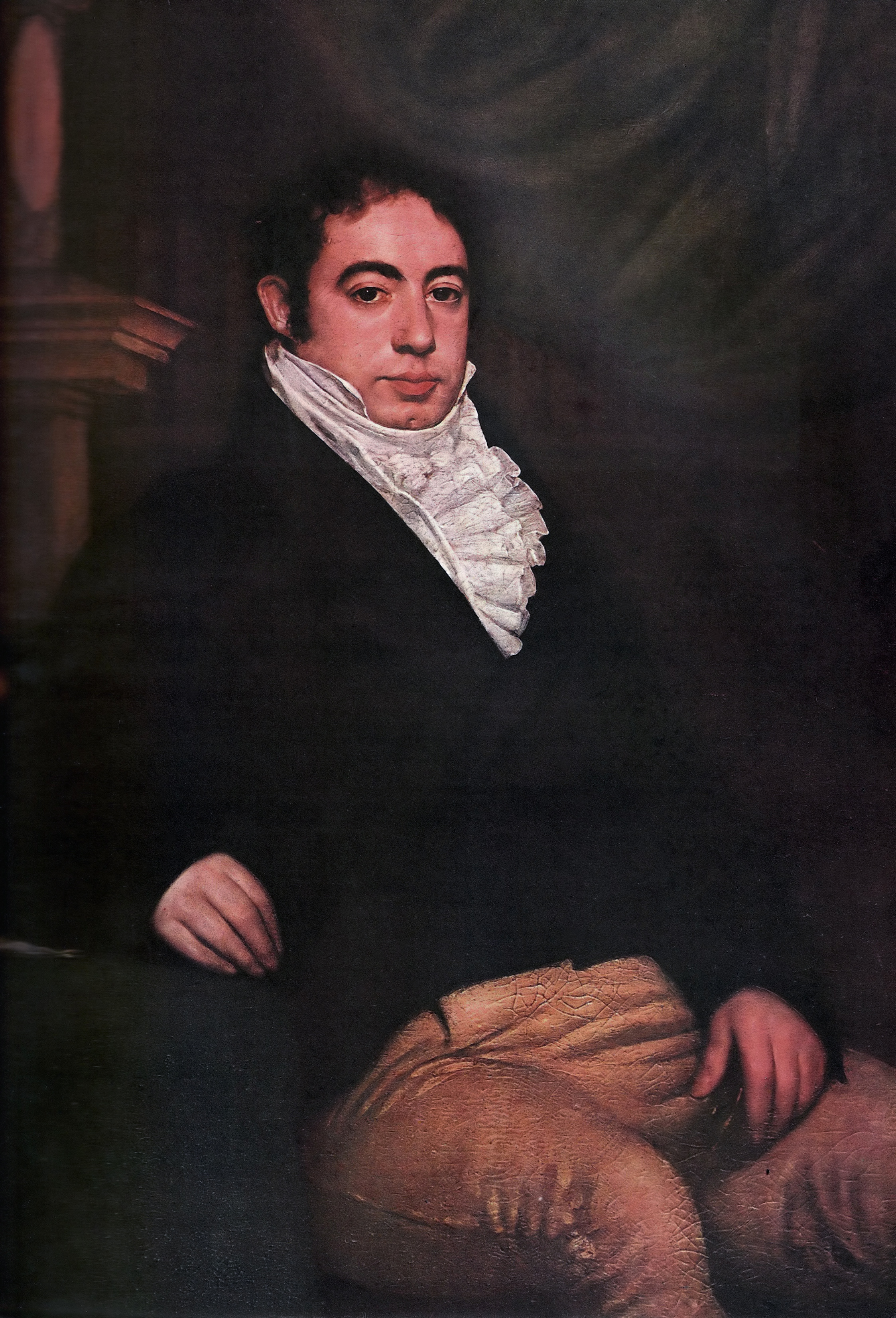
Bernardino Rivadavia.

Se conoce como época de Rivadavia al período de la Historia de la Argentina durante el cual Bernardino Rivadavia ocupó los cargos de ministro de gobierno de la provincia de Buenos Aires y de Presidente de las Provincias Unidas del Río de la Plata, y generalmente se incluye el corto período entre ambos mandatos. Durante el mismo, la iniciativa política estuvo notablemente concentrada en el mismo Rivadavia, que intentó una profunda reforma política, económica y social en el país.
El período comienza con la estabilización de la política en la provincia de Buenos Aires después de la llamada Anarquía del Año XX, a fines del año 1820 y principios del año 1821; y culmina con la renuncia del presidente Rivadavia en junio de 1827; se extiende también a las seis semanas durante las cuales fue presidente Vicente López y Planes.

## Antecedentes
El Virreinato del Río de la Plata inició su emancipación del Imperio Español a través de la Revolución de Mayo de 1810, aunque no todo el territorio se incorporó a las llamadas Provincias Unidas del Río de la Plata. Una prolongada guerra contra la antigua metrópoli le permitió sostener esa independencia, que fue formalmente declarada en el año 1816.
Desde 1814 se produjeron enfrentamientos entre las tendencias centralistas de la capital, Buenos Aires, y las tendencias centrífugas de varias provincias. El Partido Federal sostuvo una larga guerra civil contra el gobierno central. Entre los más destacados centralistas se contó a Bernardino Rivadavia, que fue secretario de gobierno del Primer Triunvirato, entre septiembre de 1811 y octubre de 1812 y posteriormente pasó varios años como diplomático en Europa, particularmente en Gran Bretaña.
En 1819 se inició la disolución del poder central, cuando la mayor parte de las provincias negó obediencia al gobierno nacional; en febrero de 1820, en la batalla de Cepeda, el gobierno nacional fue derrotado por los caudillos provinciales, y pocos días más tarde se disolvió. Tanto la provincia de Buenos Aires como las demás se vieron envueltas en una serie de conflictos internos, que en su conjunto se conocen como la Anarquía del Año XX. Buenos Aires soportó un desfile de gobernadores sucesivos, ninguno de los cuales logró sostenerse en el poder más que unos meses; algunos no cumplieron siquiera una semana en el gobierno.
Los caudillos federales del litoral firmaron el Tratado del Pilar con el de Buenos Aires, por el cual cada provincia adquiría el derecho de gobernarse por sí misma y se comprometían a convocar un congreso nacional para solucionar sus diferencias y formar un nuevo gobierno general. Simultáneamente, la Provincia Oriental era invadida e incorporada al Reino Unido de Portugal, Brasil y Algarve.
El 26 de septiembre, la Junta de Representantes de Buenos Aires eligió gobernador al general Martín Rodríguez, que una semana más tarde logró derrotar una asonada con ayuda de milicias de campaña dirigidas por el comandante Juan Manuel de Rosas.
A poco de asumir el mando, Rodríguez lanzó un ataque contra los indígenas del sur de Buenos Aires, con lo que logró unir a todas las parcialidades indígenas en una serie de ataques contra las poblaciones "blancas"; entre otros, el ataque contra el pueblo de Dolores, fundado en 1817, que fue completamente destruido.
Mientras la situación política interna se estabilizaba a fines de ese año y Rodríguez normalizaba también las relaciones con la provincia de Santa Fe firmando con su gobernador Estanislao López el Tratado de Benegas, la situación de la frontera con los indígenas llegó a su más alto nivel de conflicto desde finales del siglo XVIII.

## Gobernación de Martín Rodríguez

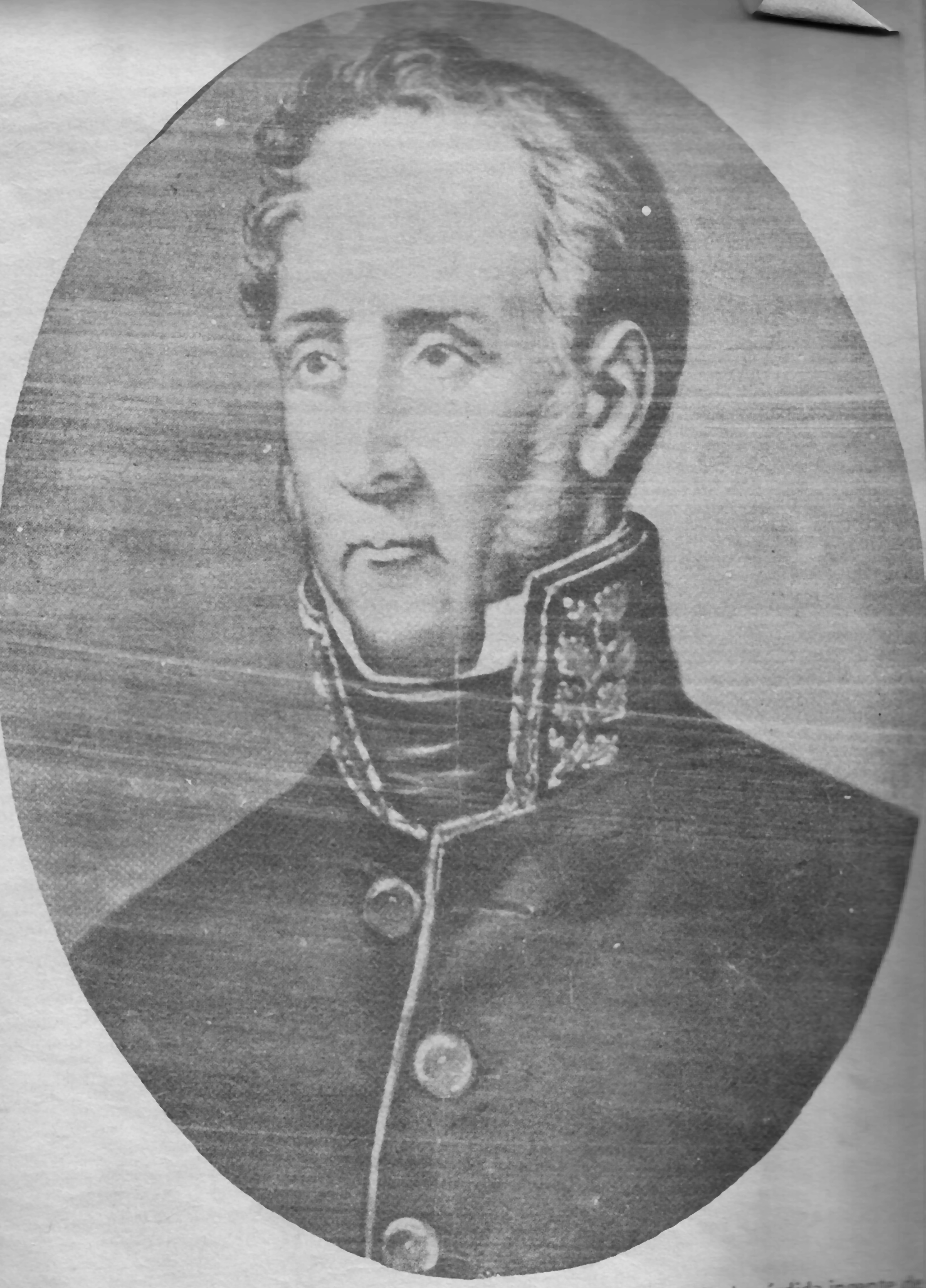
El gobernador Martín Rodríguez.

En julio de 1821, el gobernador Martín Rodríguez nombró ministro de Guerra y Marina a Francisco Fernández de la Cruz, de Hacienda a Manuel José García, y de Gobierno y Relaciones Exteriores a Bernardino Rivadavia; este último fue la figura dominante durante el resto del gobierno de Rodríguez.
Mientras Rivadavia y García llevaban adelante las reformas políticas que caracterizaron su gobierno, el gobernador Rodríguez lanzó una segunda campaña contra los indígenas, que no detuvo los malones pero logró fundar el Fuerte Independencia que dio origen a la ciudad de Tandil.

### Política económica
Entre las primeras medidas de García estuvo la regularización de las deudas públicas de la provincia de Buenos Aires, en búsqueda del restablecimiento del crédito público; pagó las deudas de los acreedores de la provincia con títulos públicos, respaldándolos con la totalidad de la tierra pública de la provincia. Pero como al mismo tiempo se necesitaba aumentar los ingresos del estado en un momento en que la mayor parte de las inversiones estaban dirigidas a la propiedad rural, especialmente rentable, creó el sistema de la enfiteusis para arrendar en forma permanente las tierras a sus ocupantes. No era una reforma agraria, sino que se buscó favorecer el poblamiento de las vastas áreas rurales de la provincia a través del fortalecimiento de los estancieros más acaudalados, de modo que los ocupantes pobres fueron expulsados y se estableció un límite mínimo a las extensiones a arrendar, aunque no un límite máximo.
Proclamó el librecambio favoreciendo la libertad de comercio, colocando las tasas aduaneras a un nivel muy bajo, con lo que favoreció el comercio exterior de la provincia, pero aisló y ahogó las economías provinciales, cuyas artesanías no pudieron competir con los productos industriales importados.
Fundó la Bolsa de Comercio de Buenos Aires, aunque ésta solo existió en los papeles.
En busca de crédito, el 15 de enero de 1822 Rivadavia creó el primer Banco de la Provincia de Buenos Aires, también conocido como Banco de Descuentos, una institución que rápidamente quedó en manos de comerciantes británicos y capitalistas locales asociados a estos. Una parte importante de las acciones –alrededor del 60%– quedó en manos del estado provincial, pero este tenía expresamente prohibido participar en su directorio. El banco otorgó créditos a corto plazo, pensados para el comercio, no para fomentar ninguna actividad productiva.
Por otro lado, la Provincia de Buenos Aires se adueñó de los ingresos de la Aduana que servía a todo el país, la principal fuente de ingresos públicos.
Durante este período se consolidó un proceso que venía teniendo lugar durante la década anterior: el comercio exterior fue monopolizado por los comerciantes extranjeros –especialmente británicos– y estos se introdujeron en proporción importante en el comercio interior.

### El empréstito Baring
La Junta de Representantes de la Provincia de Buenos Aires sancionó el 19 de agosto de 1822 una ley que facultaba al gobierno a "negociar, dentro o fuera del país, un empréstito de tres o cuatro millones de pesos valor real". Los fondos del empréstito debían ser utilizados para la construcción del puerto de Buenos Aires, el establecimiento de pueblos en la nueva frontera, y la fundación de tres ciudades sobre la costa entre Buenos Aires y el pueblo de Carmen de Patagones. Además debía dotarse de agua corriente a la ciudad de Buenos Aires.
La Junta de Representantes había autorizado la colocación a un tipo mínimo del 70%, pero Rivadavia aceptó constituir un consorcio que representara al Gobierno de Buenos Aires para la colocación del empréstito al tipo de 70%. Este consorcio estaba encabezado por los señores Braulio Costa, Félix Castro, Miguel Riglos, Juan Pablo Sáenz Valiente y los hermanos Parish Robertson, quienes en virtud del poder conferido celebraron el acuerdo en Londres con la firma Baring Brothers & Co.
Como la colocación en el mercado sería fácil, la Baring propuso al consorcio colocarlos al 85%, pagando 70% a Buenos Aires y repartíéndose el 15% de diferencia con el consorcio. El 1 de julio de 1824 se contrató con la Banca Baring el empréstito por 1 000 000 de libras esterlinas. El 15% de diferencia de colocación representó 150 000 libras; de ellas, el consorcio en su conjunto se llevó 120 000 libras en carácter de comisión, y los 30 000 restantes fueron para la Baring.
El Bono general dispuso que:
- Los intereses serían pagados semestralmente, encargándose la Casa Baring de hacerlo a nombre de Buenos Aires cobrando una comisión del 1%.
- El Estado de Buenos Aires "empeñaba todos sus efectos, bienes, rentas y tierras, hipotecándolas al pago exacto y fiel de la dicha suma de 1 000 000 de libras esterlinas y su interés".
- Baring retendría 200 000 títulos al tipo de 70, acreditando a Buenos Aires las 140 000 libras correspondientes y disponiendo para sí del excedente de su venta.
- Por cuenta del consorcio, Baring vendería en bolsa los 800 000 títulos restantes al tipo de 85%, cobrando un 1% de comisión por ello, y acreditando a Buenos Aires el 70%. Si lograse colocarlas a más del 80%, la comisión subiría a 1,5%.
- En toda suma a entregarse en lo futuro por Buenos Aires, en concepto de intereses y amortizaciones, Baring cargaría un 1% de comisión a cuenta del gobierno.

Como no se había especificado cómo llegaría el dinero a Argentina, el consorcio informó a la Casa Baring que la mejor manera era enviando letras giradas contra casas comerciales de prestigio que dieran garantías en Buenos Aires. No por casualidad, una de esas casas comerciales era la de Robertson y Costas, dos miembros del consorcio. Al final, del millón de libras que totalizaba el mismo, solo llegaron a Buenos Aires unas 570 000, en su mayoría en letras de cambio y una parte minoritaria en metálico.
El empréstito solo se pagaría por completo ochenta años más tarde.
En cuanto el préstamo llegó, la Legislatura cambió de idea: el dinero no era necesario. De modo que fue entregado al Banco de Descuento para que lo entregara como créditos a sus clientes, a intereses mucho más bajos que los que pagaba la provincia por ese dinero.
El empréstito argentino de 1824 no fue el único de su tipo en Latinoamérica: ya en 1822 Colombia había negociado un crédito por valor de 2 millones de libras esterlinas, lo mismo había hecho ese año Chile con un crédito por 200 000 libras. El reino de Poyais (país ficticio creado por el estafador Gregor McGregor supuestamente en la  Costa de Mosquitos, ubicada en el litoral del Mar Caribe de las actuales Honduras y Nicaragua), hizo lo propio por 200 000 libras, y Perú colocó un empréstito por 1 200 000 libras. México también tomó un crédito de este tipo en 1824, y Colombia obtuvo su segundo crédito. Entre 1822 y 1826 las colonias españolas se endeudaron con Londres por la suma de 20 978 000 libras, habiendo Inglaterra desembolsado una suma real de solo 7 000 000 de libras.

### Reforma del Estado

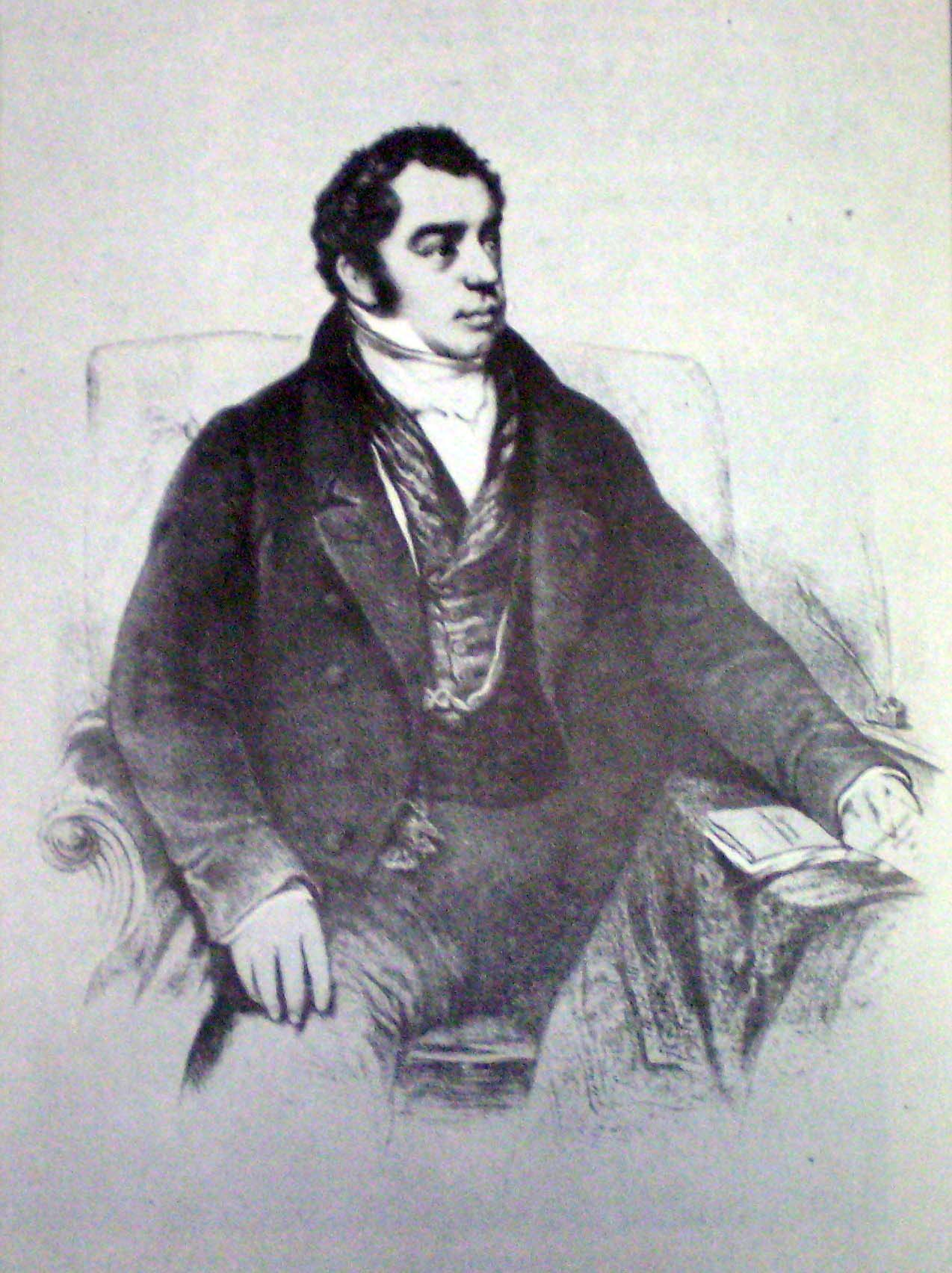
Bernardino Rivadavia.

Apenas llegado Rivadavia al ministerio, se sancionó una Ley de Sufragio Universal, la primera de su tipo en Latinoamérica, por la cual todo hombre libre sería hábil para elegir. Fue un gran avance en los derechos políticos y civiles aunque años más tarde el mismo partido gobernante sancionó reformas que limitaban el derecho electoral únicamente a los propietarios.
En noviembre de 1821 hizo sancionar una ley de amnistía para todos los opositores políticos, de modo que pudieron regresar muchos exiliados, como Manuel Dorrego, Miguel Estanislao Soler, Manuel de Sarratea, Carlos María de Alvear y otros.
Rivadavia buscó la modernización del sistema de gobierno. Decretó la abolición del cabildo de Buenos Aires y de los de las villas de Luján y San Nicolás de los Arroyos; las funciones municipales de las que se encargaban los cabildos pasaron a la Junta de Representantes. Para ejercer el Poder Judicial se instaló la Cámara de Apelaciones de la Provincia. La mayor parte de las provincias del interior abolirían también los cabildos en el término de pocos años.
Continuó la modernización con una reforma militar y una reforma eclesiástica: por la primera, otorgó la baja militar, en condiciones generalmente desventajosas, a muchos oficiales que se habían destacado en la guerra de independencia. Solo los militares más antiguos, ingresados al Ejército antes de las Invasiones Inglesas, recibían la totalidad de su sueldo. La reforma religiosa incluía la eliminación del fuero eclesiástico y demás privilegios de los clérigos, el cierre de la mayoría de los conventos, la supresión del diezmo, etc. La sociedad quedó dividida entre partidarios y opositores de esta reforma, y a la oposición se le sumaron varios militares "reformados". En marzo de 1823, un grupo de militares y civiles, dirigidos por Gregorio García de Tagle se lanzó a la llamada Revolución de los Apostólicos, en que iban unidos clericalistas y militares reformados. Tras varias horas de tiroteos y algunos muertos, la revuelta fue dominada; uno de sus jefes, el coronel José María Urien, fue fusilado. El fracaso de la revolución significó una fuerte consolidación de Rivadavia y sus políticas.
Por iniciativa de Rivadavia se llevó adelante un cierto progreso del urbanismo en la ciudad de Buenos Aires: se mandó edificar respetando las ochavas, mejoró la iluminación de las calles y creó el Cementerio del Norte, hoy Cementerio de la Recoleta.
Los pueblos del interior de la provincia no reflejaron el mismo avance, aunque favoreció el comercio y la defensa de la localidad de Carmen de Patagones, en el extremo sur de la misma.

### Política cultural y educativa
Ambicionando igualar las instituciones culturales y educativas que había presenciado en Europa, Rivadavia prestó especial atención a estas áreas, muy relegadas durante la época de la Independencia.
Se fundó la Universidad de Buenos Aires en agosto de 1821, a partir de las Academias de Medicina y Jurisprudencia. También se transformó el viejo Colegio de San Carlos en Colegio de Ciencias Morales; en el mismo se otorgaron becas a jóvenes de las provincias.
También se fundaron varias otras instituciones académicas y culturales, tales como la Sociedad Literaria, la Sociedad de Ciencias Físicas y Matemáticas, el Museo de Ciencias Naturales, el Archivo General, el Registro Oficial y el Departamento Topográfico y Estadístico.
Varios intelectuales extranjeros fueron contratados para actuar en estas instituciones, como el naturalista francés Aimé Bonpland, el físicos italiano Pedro Carta Molino, el ingeniero francés Carlos Enrique Pellegrini y el historiador italiano Pedro de Angelis. La mayoría de ellos se radicaron definitivamente en el país.
Durante la época de Rivadavia se publicaron en la capital decenas de periódicos, la mayoría de corta duración. Fueron esencialmente vehículos de propaganda política y de difusión cultural, relegando a un segundo plano su función informativa. Algunos de los más notables fueron El Centinela y El Pampero, de Juan Cruz Varela, o El Argos, publicado por la Sociedad Literaria.
En su afán regalista, Rivadavia inició una reforma religiosa, que incluía la eliminación de ciertos privilegios de los religiosos, el cierre de la mayoría de los conventos, la supresión del diezmo y del fuero eclesiástico.
También se mezcló con la política del cabildo eclesiástico del obispado, reemplazando al provisor del mismo –desde la muerte del obispo Lué la sede estaba vacante– por Mariano Medrano, a quien pronto también hizo expulsar, reemplazándolo a su vez por Diego Estanislao Zavaleta, partidario del regalismo de Rivadavia. Su sucesor, José León Banegas, un filósofo espiritualista, tampoco opuso resistencia a las reformas eclesiásticas. La única resistencia firme la opusieron los frailes Cayetano Rodríguez y Francisco de Paula Castañeda, que poco pudieron hacer contra una reforma auspiciada por el poder político.
Durante este período se restableció parcialmente la relación con la Santa Sede, por medio de la visita pastoral de monseñor Juan Muzi, que visitó Buenos Aires y Cuyo.

### Relaciones exteriores
Las relaciones exteriores estuvieron dominadas por las negociaciones pacíficas con España en busca del reconocimiento de la independencia de las Provincias Unidas. Tan ansioso estaba el gobierno de lograr la paz con España, que rechazó completamente toda posibilidad de colaborar política o económicamente con el general José de San Martín para completar la Independencia del Perú; por otro lado, era muy conocida la inquina que sentía el ministro Rivadavia por el general San Martín, quien, diez años antes, había derrocado al Primer Triunvirato, del cual aquel era secretario.
Un enviado del general San Martín, Antonio Gutiérrez de la Fuente, se presentó en Buenos Aires solicitando ayuda al gobierno porteño, pero fue rechazado; incluso debió oír de labios del ministro García y del diputado Valentín Alsina que a Buenos Aires le convenía que los españoles continuaran en poder del Alto Perú. Esa actitud sería la que obligaría a San Martín a ceder su lugar a Simón Bolívar en la Entrevista de Guayaquil.
También el cabildo de Montevideo envió un emisario secreto para solicitar su ayuda cuando se produjo la Independencia del Brasil; Rivadavia se limitó a enviar al coronel Tomás de Iriarte a solicitar amistosamente al gobernador de Montevideo, Carlos Federico Lecor, la entrega de la plaza. Montevideo y la Provincia Oriental fueron incorporados al Imperio del Brasil.
La firma de la Convención Preliminar de Paz  con el gobierno liberal de España fue un paso importante en este sentido, pero la misma sería anulada por el rey Fernando VII tras su segundo regreso al absolutismo.

### Situación de las provincias
Desde su llegada al ministerio, Rivadavia presionó a las demás provincias para disolver el Congreso que se estaba reuniendo en Córdoba, bajo la protección de Bustos, y firmó con las provincias de Santa Fe, Entre Ríos y Corrientes el Tratado del Cuadrilátero, por el que se convocaba a un futuro congreso, que se reuniría en Buenos Aires. La convocatoria tuvo lugar en 1824, y los diputados se fueron reuniendo en Buenos Aires a fines de 1826, en la misma época en que terminaba el gobierno de Rodríguez.

## Gobierno de Las Heras

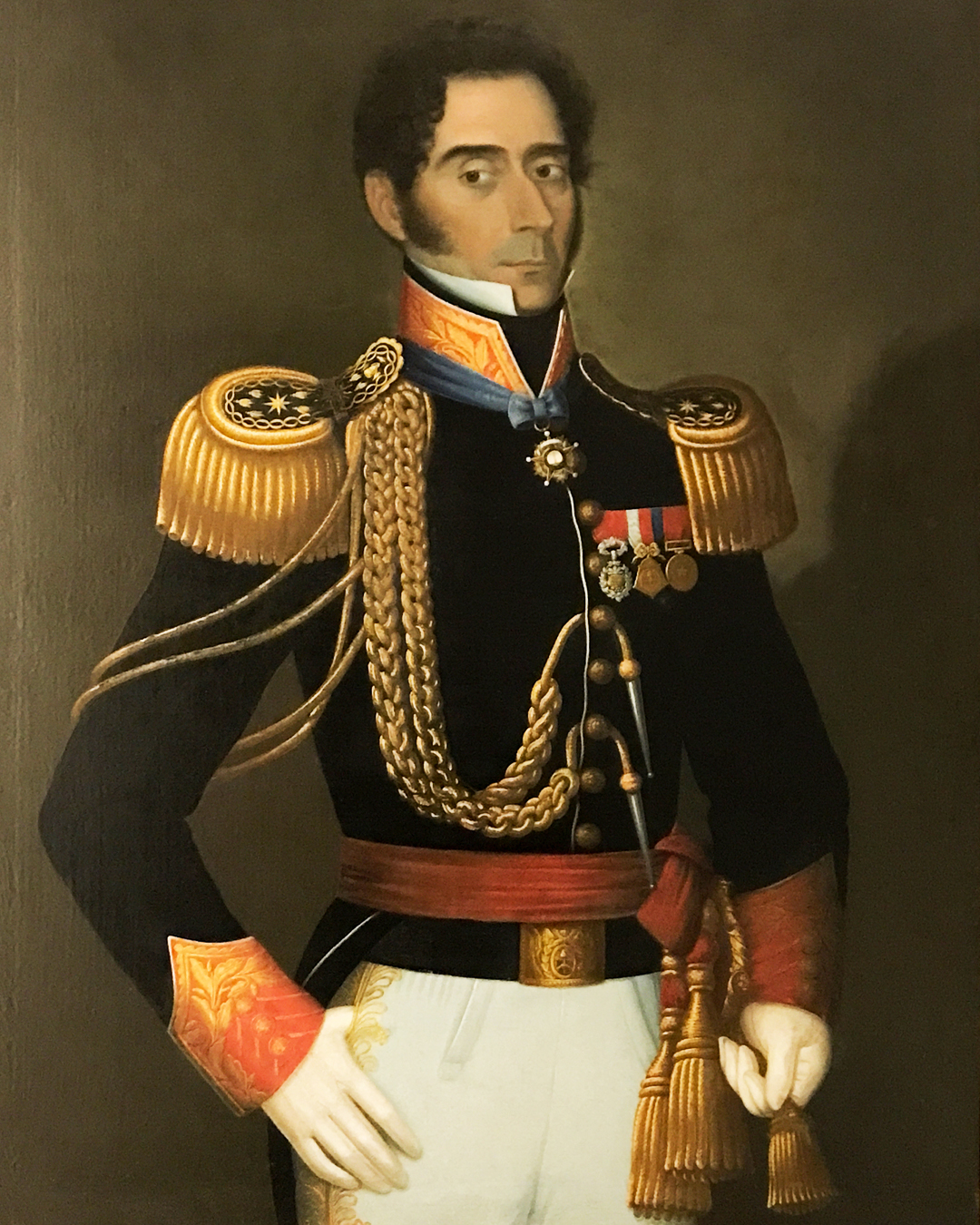
El general Juan Gregorio de Las Heras.

En abril de 1824, la Junta de Representantes eligió gobernador a Juan Gregorio de Las Heras, destacado militar de la guerra de la independencia pero de limitada capacidad política. El nuevo gobernador pretendió mantener el ministerio anterior, pero Rivadavia decidió viajar a Londres. García asumió las carteras de Gobierno y Hacienda, y Fernández de la Cruz mantuvo la de guerra.
El prestigio personal de Las Heras llevó a las demás provincias a delegar en el gobernador porteño las relaciones exteriores de todas ellas. En tal carácter, le tocó discutir la situación del Alto Perú, enviando ante el general Sucre a Carlos María de Alvear y José Miguel Díaz Vélez, con instrucciones de dejar a esas provincias decidir su destino; intentaron oponerse a la segregación de Tarija, pero sin éxito.

### Congreso General de 1824
A poco de iniciar su mandato, en diciembre de 1824 Las Heras inauguró las sesiones del Congreso Nacional reunido en Buenos Aires. Durante el resto de su mandato, su gestión estuvo supeditada a las iniciativas del mismo; si bien la declaración de guerra al Imperio del Brasil y la elección de un presidente para el estado nacional tuvieron lugar bajo su gobierno, en la práctica esos hechos estuvieron dirigidos por las facciones dominantes en el Congreso, especialmente las dirigidas por el ministro García y el diputado Agüero.
La finalidad del Congreso era sancionar una constitución, pero la discusión sobre este punto se tornó lenta y los acontecimientos forzaron a otras acciones previas. La primera iniciativa importante fue la "Ley Fundamental", por la que se reconocía la vigencia de las instituciones de cada provincia hasta la sanción de la Constitución y creó un Poder Ejecutivo Nacional Provisorio, que recaería sobre el gobernador de Buenos Aires; entre sus funciones estaba la de encargado de relaciones exteriores.

### Inicio de la Guerra del Brasil
Desde la invasión portuguesa iniciada en 1816, ese país había controlado la Banda Oriental, que en 1822 fue incorporada al Imperio del Brasil como Provincia Cisplatina. La Guerra de Independencia y las guerras civiles habían hecho imposible su recuperación por las Provincias Unidas, pero ambas parecían terminadas en 1825. En abril de ese año se inició la expedición de los llamados Treinta y Tres Orientales, bajo el mando de Juan Antonio Lavalleja, que rápidamente controló el interior de la provincia y puso sitio a Montevideo. El Congreso de la Florida declaró la independencia de la Provincia Oriental respecto del Imperio del Brasil y su reincorporación a las Provincias Unidas. La misma fue aceptada por el Congreso Nacional el 25 de octubre.
El Imperio declaró la guerra a las Provincias Unidas, que respondieron con otra declaración equivalente el primer día de 1826. La escuadra brasileña bloqueó el Río de la Plata, causando graves daños económicos a las Provincias Unidas.
El Congreso llevó adelante la postura belicista que promovía la mayor parte de la opinión pública, en contra de los deseos de algunos dirigentes que se oponían a ella; especialmente, del ministro García. La tensión con el Imperio del Brasil planteó la necesidad de establecer urgentemente un gobierno nacional capaz de conducir el conflicto internacional.
En febrero de 1825, tras una maniobra urdida por Rivadavia –por la cual Buenos Aires duplicó su representación en el Congreso antes que las demás provincias pudieran elegir sus nuevos diputados– fue sancionada la Ley de Presidencia, que creaba un Poder Ejecutivo Nacional Permanente, con el título de Presidente de las Provincias Unidas del Río de la Plata, designado por el Congreso. Para el cargo fue nombrado Bernardino Rivadavia, que asumió la presidencia el 7 de febrero de 1826, llevando consigo un proyecto fuertemente centralizador.

## Presidencia de Rivadavia
Rivadavia formó su ministerio con Julián Segundo de Agüero en Gobierno, Manuel José García en Negocios Extranjeros, Carlos María de Alvear en Guerra y Marina, y Salvador María del Carril en Hacienda.
A poco de llegar a la presidencia, Rivadavia lograría firmar el Tratado de Amistad, Comercio, y Navegación con Gran Bretaña. La importancia histórica del tratado reside en que fue la primera oportunidad en que una de las potencias de la época reconocía la independencia de las Provincias Unidas y su existencia como nación soberana.

### El intento de golpe de Estado del 19 de marzo de 1823
En los primeros tiempos de la Argentina hubo grupos laicistas y anticatolicos liderados primero por Mariano Moreno y Juan José Castelli, y después por el gobernante Bernardino Rivadavia que en 1822 entre otras medidas cerró varios conventos, se apoderó de todos los bienes que pertenecían a las órdenes religiosas, incautó los bienes propios del Santuario de Luján, de los de la Hermandad de Caridad, del Hospital de Santa Catalina y otros.
El 19 de marzo de 1823 estalló la "revolución de los Apostólicos" encabezada por Gregorio García de Tagle, una reacción bien organizada contra las "reformas" de Bernardino Rivadavia. Tuvo apoyo de muchos descontentos, además de frailes y curas, pero fracasó después de varias horas de lucha. Tagle logró escapar a la Banda Oriental del Uruguay, con ayuda de Dorrego (el mismo a quien había desterrado injustamente en 1816 a España). El coronel José María Urien y el capitán José Benito Peralta fueron ejecutados, pero el juicio fue suspendido y sus documentos destruidos por orden de Rivadavia.

### Ley de Capitalización
Rivadavia avanzó sobre la autonomía de las provincias, incluida la de Buenos Aires, que fue dividida por la Ley de Capitalización, que creaba una Capital Federal con la ciudad y gran parte de la campaña, y dividía el resto en dos provincias. La Sala de Representantes fue disuelta, se nacionalizó el ejército de la provincia, las tierras públicas, todas las propiedades provinciales. y la aduana. La recaudación de la Aduana porteña pasaría al gobierno nacional, quien la usaría en beneficio de todo el país, pero no se contemplaba la distribución de las rentas entre las provincias.
El 8 de marzo de 1826, por un simple decreto, el presidente dispuso el cese de Las Heras como gobernador, ejerciendo desde entonces el presidente y el Congreso los poderes ejecutivo y legislativo de la provincia y de la Nación.
Las medidas que afectaban la autonomía provincial generaron fuerte oposición en la opinión pública porteña, especialmente entre los estancieros, que habían sido hasta entonces una base importante de su sustento político.

### Política económica
El 15 de febrero, Rivadavia logró una ley que nacionalizaba el Empréstito Baring, y garantizaba el cumplimiento del pago con todas las tierras nacionales, incluyendo las provincias del interior, que en nada se habían visto beneficiadas por el empréstito. También quedaba garantizada por "los demás bienes inmuebles" de las provincias, eufemismo que se refería especialmente a las riquezas del subsuelo.
En 1826, Rivadavia transformó el Banco de Descuentos en el Banco Nacional, con un capital formado por el aporte del Estado y por acciones que se suscribirían en todo el territorio. Sus funciones eran recibir depósitos, tomar dinero a interés, otorgar préstamos, acuñar monedas y billetes convertibles. Dado que no logró reunir el capital correspondiente, el papel moneda emitido careció de respaldo, de modo que los comerciantes –predominantemente británicos– retiraron del Banco todo el oro disponible y lo exportaron. Los gastos derivados de la guerra del Brasil llevaron al gobierno a solicitar reiteradas sumas que provocarían su ruina.
Se llevó adelante un intento de colonización con inmigrantes escoceses, que fracasó por completo.

### Ley de Enfiteusis
Como garantía del empréstito Baring, Rivadavia había hipotecado todas las tierras y demás bienes inmuebles de propiedad pública, prohibiendo su enajenación en toda la provincia de Buenos Aires. El 16 de marzo de 1826, siendo ya presidente, ratificó mediante un decreto la prohibición de vender, donar o entregar de cualquier otra forma las tierras fiscales. Posteriormente, el 18 de mayo, la Ley Nacional de Enfiteusis volvió a ratificar la prohibición de enajenar tierras de propiedad pública y fijó el lapso de concesión en "cuando menos" 20 años desde el 1 de enero de 1827. Pero, en la práctica, la ley solo se aplicó en territorio porteño y en la provincia de Corrientes, que lanzaría un plan de enfiteusis en 1830.
La ley fue sancionada el 18 de mayo de 1826 y establecía:
- Art. 1.º Las tierras de propiedad publica, cuya enajenación por la ley del 15 de febrero es prohibida en todo el territorio del Estado, se darán en enfiteusis durante el término, cuando menos, de 20 años, que empezaran a contarse desde el 1 de enero de 1827.
- Art. 2.º en los primeros diez años, el que los reciba en esta forma pagará al tesoro público la renta o canon correspondiente a un ocho por ciento anual sobre el valor que se considere a dichas tierras, sin son de pastoreo, o a un cuatro por ciento si son de pan llevar.
- Art. 3.º El valor de la tierra será graduado en términos equitativos por un jury de cinco propietarios de los más inmediatos, en cuanto pueda ser, al que ha de justipreciarse, o de tres en caso de no haberlos en ese número.
- Art. 4.º El gobierno reglará la forma en que ha de ser nombrado el jury del que habla el artículo anterior, y el juez que ha de presidirlo.
- Art. 5.º Si la evaluación hecha por el jury fuese reclamada, o por parte del enfiteuta, o por la del fisco, resolviera definitivamente un segundo jury, compuesto del mismo modo que el primero.
- Art. 6.º La renta o canon que por el artículo 2.º se establece, empezara a correr desde el día en que al enfiteuta se mande dar posesión del terreno.
- Art. 7.º El canon correspondiente al primer año se satisfará por mitad en los dos años siguientes.
- Art. 8.º Los periodos en que ha de entregarse el canon establecido, serán acordados por el Gobierno.
- Art. 9.º Al vencimiento de los diez años que se fijan en el artículo 2.º, la Legislatura Nacional reglará el canon que ha de satisfacer el enfiteuta en los años siguientes sobre el nuevo valor que se graduará entonces a las tierras en la forma que la legislatura acuerde.

Dado que la ley no limitaba la superficie de tierra que cada solicitante podía obtener, los ganaderos, comerciantes e inversores extranjeros de la época adquirieron terrenos enormes, que no eran capaces de poblar de ganado sino muy lentamente; y mucho menos de dedicar a la agricultura. La ley de enfiteusis aceleró el proceso de enajenación de las tierras fiscales, marcando al mismo tiempo el nacimiento de los grandes terratenientes.

### La constitución unitaria
Desde el momento de su ascensión a la presidencia, Rivadavia tomó la iniciativa en todas las leyes relevantes, que fueron aprobadas con poca oposición en el Congreso. Un ejemplo especialmente notable fue la sanción de la Ley de Capitalización.
La discusión sobre la constitución se hizo larga y compleja; el coronel Manuel Dorrego lideró la postura federal en el Congreso, en oposición a la postura unitaria de los representantes porteños. El Congreso decidió consultar a las legislaturas provinciales sobre la forma de gobierno que éstas preferían, a lo cual las provincias contestaron: tres preferían la forma unitaria (Salta, Tucumán y La Rioja), siete la forma federal (Mendoza, San Juan, Santiago del Estero, Corrientes, Córdoba, Entre Ríos y Santa Fe), y otras dos se allanarían a la que decidiera el Congreso (San Luis, Catamarca). Los datos serían falseados durante la discusión por el diputado Castro, que decidió que nueve provincias habían votado por la forma unitaria y solo dos por la federal.
En diciembre de 1826 se sancionó una Constitución Nacional, de carácter fuertemente centralista. También se retiraba el derecho de votar a los menores de edad, a los analfabetos, a los "notoriamente vagos" y los criados a sueldo, peones jornaleros y soldados de línea; con lo cual los únicos que podían votar eran los propietarios y los profesionales.

### Las minas de Famatina
En 1824, Rivadavia había renunciado a formar parte del gobierno de Las Heras; no para permanecer alejado de la función pública, sino para realizar un viaje a Londres, con una autorización de la Junta de Representantes porteña para gestionar la explotación de minas. Las minas en cuestión no estaban en Buenos Aires, sino en La Rioja, donde el caudillo Facundo Quiroga se había asociado con el capitalista porteño Braulio Costa y otros socios, como Tomás Manuel de Anchorena y Juan Pedro Aguirre, y con capitales de la Baring Brothers formaron la Famatina Mining Company, nombre extranjero para la Sociedad del Banco de Rescate y Casa de la Moneda de La Rioja, reconocida por el gobierno de esta provincia.
El exministro se asoció en Londres con el banco Hullet Brothers y fundó la Río de la Plata Mining Association, con un capital nominal de 1 000 000 de libras esterlinas, cuyo relativo éxito se debió, sobre todo, a una "burbuja" especulativa, que estallaría poco después. El desarrollo de la minería tenía por objetivo conseguir metales preciosos con que acuñar moneda. Esa aventura financiera no le sirvió de mucho, pero le ganó la completa enemistad de Quiroga.

### Oposición en el interior

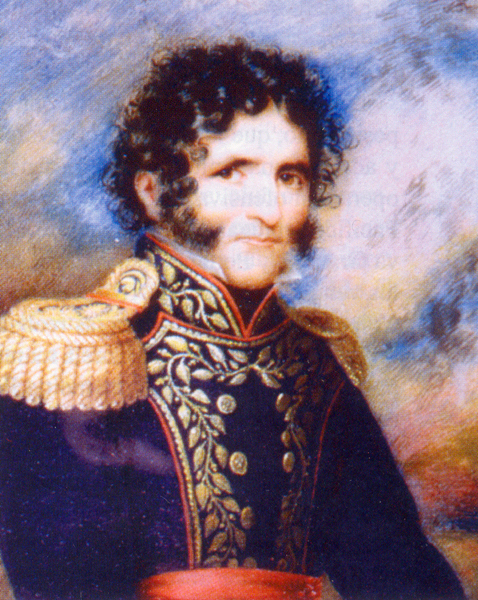
Facundo Quiroga.

La elección del presidente provocó fuerte oposición en el interior, ya que se estaba violando la Ley Fundamental, en cuanto ésta había establecido que toda innovación institucional sería posterior a la sanción de una Constitución. En respuesta a estas objeciones, el diputado Agüero dijo que

Es necesario nacionalizar y organizar el país, y esto [...] ha de ser por el convencimiento [...] o ha de ser a palos.

Además del fuerte rechazo generado en las provincias por el centralismo de Rivadavia, su regalismo y tolerancia religiosa –interpretadas como anticlericalismo– le ganó aún más oposición. Un caso extremo se dio en la provincia de San Juan, donde el gobernador Salvador María del Carril había sido derrocado debido a la sanción de la Carta de Mayo, de características liberales, en julio de 1825.
Un conflicto interno en la provincia de Catamarca fue resuelto por la mediación de Quiroga; cuando el general Manuel Antonio Gutiérrez violó los términos del acuerdo, Quiroga apoyó militarmente a Marcos Figueroa, que se hizo nombrar gobernador. En Tucumán, el coronel Gregorio Aráoz de Lamadrid –enviado por Rivadavia a reunir el contingente militar que debía participar en la Guerra del Brasil– derrocó al gobernador Javier López en venganza por la muerte de su pariente Bernabé Aráoz y lo expulsó tras una sangrienta batalla. A continuación avanzó hasta Catamarca, expulsando a Figueroa.
En respuesta, Quiroga ocupó Catamarca, y el 27 de octubre de 1826 derrotó en la  batalla de El Tala a Lamadrid, que –seriamente herido– fue dado por muerto. Poco después, el caudillo mendocino José Félix Aldao lograba hacer elegir un gobernador federal en San Juan, y Quiroga residió allí unos meses.
Estando en San Juan, Quiroga recibió la comunicación de la sanción de la constitución unitaria, que daba al presidente la autoridad para dirigir la política de cada provincia sin consultar los intereses locales. Quiroga la rechazó sin trámite alguno; las otras provincias también rechazaron la constitución, que solamente se consideró haber sido aprobada en fue acatada en Salta, Tucumán y Catamarca, aunque ninguna de esas provincias recibió la comunicación de su sanción.

### Estancamiento de la Guerra del Brasil

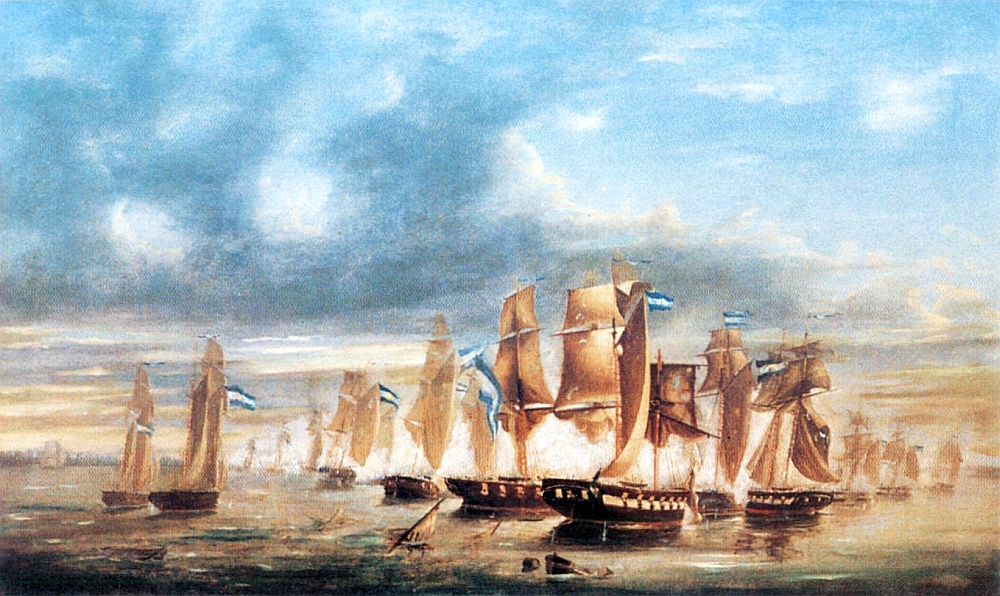
La Batalla de Juncal.

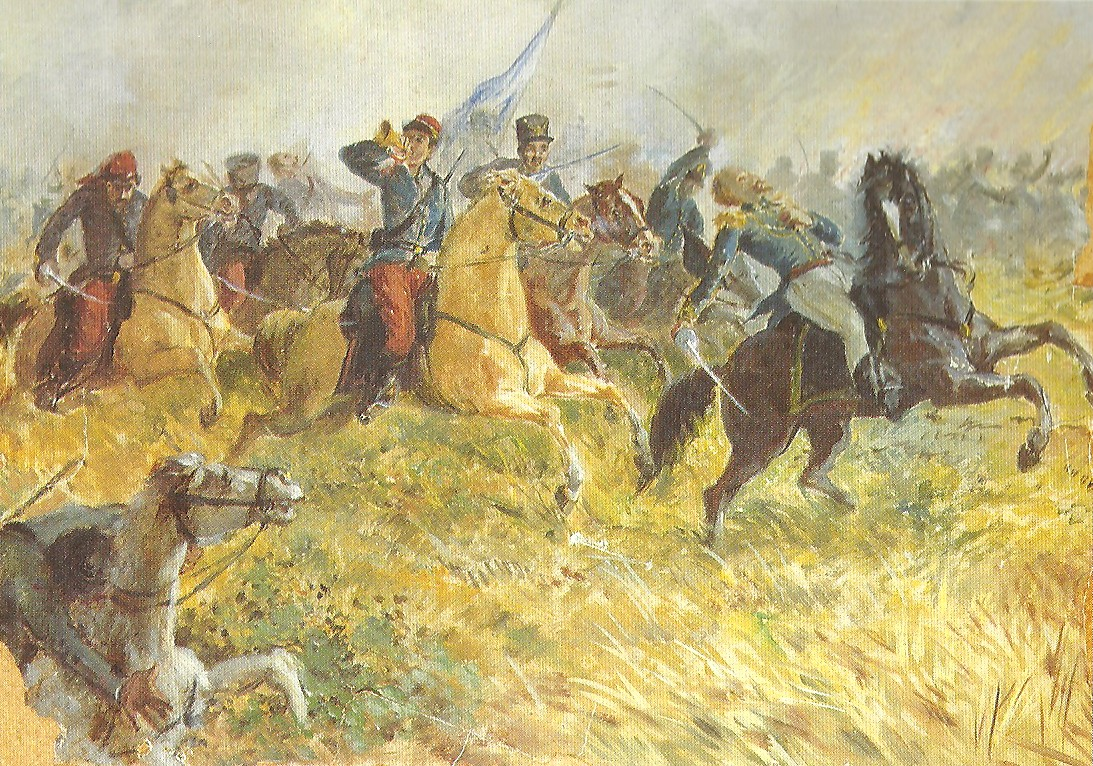
Batalla de Ituzaingó.

El bloqueo naval brasileño fue respondido por las Provincias Unidas principalmente en forma de guerra de corso, más algunas acciones navales exitosas, en particular la Batalla de Juncal
En tierra, se lanzó un ataque militar masivo a la provincia de Río Grande; allí lograron una completa victoria en la Batalla de Ituzaingó, pero la falta de recursos impidió definir la contienda, tanto por tierra como por mar.
Ante el estancamiento militar, la guerra civil en el interior y los daños económicos sufridos, Rivadavia también debió hacer frente a la permanente presión del embajador británico, John Ponsonby. De modo que Rivadavia envió a Manuel José García a gestionar la paz; llevaba consigo instrucciones a las que debía atenerse, pero el ministro Agüero le encomendó conseguir la paz "a cualquier precio". Contrariando las instrucciones recibidas, García firmó una Convención Preliminar, por el cual reconocía la soberanía del Imperio sobre la Banda Oriental y se comprometía a pagar indemnizaciones de guerra al Brasil.
Al conocerse el "tratado deshonroso" firmado por García, la indignación estalló en Buenos Aires. El presidente rechazó el convenio, pero igualmente fue responsabilizado por el mismo, por lo cual terminó por renunciar el 26 de junio de 1827.

## Final de la presidencia y disolución del Congreso
El 3 de julio, el Congreso aceptó la renuncia de Rivadavia por 49 votos sobre 50; a continuación nombró a Vicente López y Planes como presidente provisional y restableció las instituciones de la provincia de Buenos Aires. López asumió el cargo el día 9.
El día 22 de julio se celebraron elecciones en la provincia de Buenos Aires; el único partido que se presentó fue el Partido Federal, y la Junta de Representantes se reunió el 12 de agosto, que el mismo día eligió gobernador a Manuel Dorrego. El día 16, López presentó su renuncia. Al día siguiente, 17 de agosto, los pocos diputados que quedaban –las provincias federales habían retirado sus diputados con anterioridad, y ese mismo día se retiraron los de Buenos Aires– declaraba disuelto el gobierno nacional, incluyendo al Congreso y al presidente, cuya renuncia no fue considerada.
EL día 6 de julio se había producido el triunfo de Facundo Quiroga sobre Lamadrid en Rincón de Valladares, a las puertas de San Miguel de Tucumán, con lo que los federales ocuparon las provincias de Catamarca y Tucumán. La provincia de Salta fue la única que conservó un gobierno unitario, aunque este no hizo ningún esfuerzo en contra de Quiroga o en favor de la reposición del unitarismo en el país.
Durante el siguiente cuarto de siglo no volvería a haber un gobierno ni un congreso nacionales en la Argentina. Las provincias se gobernarían a sí mismas, y regularían sus relaciones por tratados interprovinciales.